# Cavia (empresa)
Cavia Inc. fue una empresa desarrolladora de videojuegos japonesa, con sede en Tokio. Su nombre proviene de las siglas Computer Amusement Visualizer, aunque en su página web aludían también al caviar. Fue fundada en marzo del 2000. En octubre de 2005, la empresa cambia de nombre a AQ Interactive.
Cavia, por lo general, desarrollaba juegos en franquicias ya existentes, como Naruto, Dragon Ball Z, One Piece o Ghost in the Shell, para diversas editoriales. En 2003 la empresa también desarrolló su propia franquicia con Drakengard y Drakengard 2 (2005), publicados por Square Enix. En 2005, AQ Interactive se convirtió en el principal editor de Cavia. En 2006 desarrollaron Bullet Witch para Xbox 360 y, en 2010, Nier para PlayStation 3 y Xbox 360, su último videojuego publicado.

## Juegos desarrollados
Lista de juegos desarrollados por la compañía:
- Nihon Daihyo-senshu Ni Naro - (2002, PlayStation 2)
- One Piece: Nanatsu Shima no Daihihō - (2002, Game Boy Advance)
- Resident Evil: Dead Aim - (2003, PlayStation 2)
- Drakengard - (2003, PlayStation 2)
- Takahashi Naoko no Marathon shiyouyo! - (2003, PlayStation 2)
- Kamen Rider Seigi no Keifu - (2003, PlayStation 2)
- Soccer Life! - (2004, PlayStation 2)
- Ghost in the Shell: Stand Alone Complex - (2004, PlayStation 2)
- Dragon Ball Z: Supersonic Warriors - (2004, Game Boy Advance)
- Steamboy - (2005, PlayStation 2)
- Soccer Life 2 - (2005, PlayStation 2)
- Drakengard 2 - (2005, PlayStation 2)
- Naruto: Uzumaki Chronicles - (2005, PlayStation 2)
- Beat Down: Fists of Vengeance - (2005, PlayStation 2/Xbox)
- Dragon Ball Z: Supersonic Warriors 2 - (2005, Nintendo DS)
- Tetris: The Grand Master Ace - (2005, PlayStation 2)
- Tsuushin Taisen Majyan: Toryumon - (2006, Xbox 360)

+ ((Resident Evil)) (WII)
- Zitsuroku Oniyomenikki: Shiuchi Ni Taeru Otto No Rifuzintaiken Adventure - (2006, PlayStation Portable)
- Dragon Quest: Shōnen Yangus to Fushigi no Dungeon - (2006, PlayStation 2)
- WinBack 2: Project Poseidon - (2006, PlayStation 2/Xbox)
- Lovely Complex: Punch de Conte - (2006, PlayStation 2)
- Bullet Witch - (2006, Xbox 360)
- Zegapain XOR - (2006, Xbox 360)
- Naruto: Konoha Spirits - (2006, PlayStation 2)
- Zegapain NOT - (2006, Xbox 360)
- Death Note: Kira Game - (2006, Nintendo DS)
- Victorious Boxers: Revolution - (2007, Wii)
- Fate/Tiger Colosseum - (2007, PlayStation Portable)
- Resident Evil: The Umbrella Chronicles - (2007, Wii)
- Sega Bass Fishing - (2008, Wii)
- KORG DS-10 - (2008, Nintendo DS)
- Fate/unlimited codes - (2008, PlayStation 2/ 2009, PSP)
- Higurashi Daybreak Portable - (2008, PSP)
- KORG DS-10 plus - (2009, Nintendo DS)
- Resident Evil: The Darkside Chronicles - (2009, Wii)
- Suzumiya Haruhi no Heiretsu - (2009, Wii)
- Suzumiya Haruhi no Chokuretsu - (2009, Nintendo DS)
- Arcana Heart 2 - (2009, PlayStation 2)
- Nier - (2010, PlayStation 3, Xbox 360)
- Cry On - (Cancelado, Xbox 360)